# گل‌سرخ‌واران
گل‌سرخ‌واران (به انگلیسی: Rosoideae) یکی از دو زیرتیره متعلق به تیرهٔ گل‌سرخیان است. دارای تخمدان (گیاهی) زبرین است و تعداد برچه‌ها ۲ یا بیشتر است. هر کدام از برچه‌ها دارای یک تخمک است که هنگام رسیدن به صورت چندین فندقه یا فندقچه در می‌آیند. برخی از انواع سرده‌های آن عبارتند از:
- پوتنتیلا در حدود ۵۰۰ گونه دارد و عمدتاً در منطقه معتدل شمالی و قطبی می‌روید.
- روبوس در حدود ۲۵۰ گونه دارد و در تمام دنیا می‌روید.
- الکه‌میلا در حدود ۲۵۰ گونه دارد و عمدتاً در منطقه معتدل شمالی و کوهستان‌های ناحیه گرمسیری می‌روید.
- رز در حدود ۱۰۰ گونه دارد و عمدتاً در منطقه معتدل شمالی و کوهستان‌های ناحیه گرمسیری می‌روید.
- اکنا در حدود ۱۰۰ گونه دارد و در نیمکره جنوبی می‌روید.
- فراگاریا در حدود ۱۲ گونه دارد و در منطقه اروپا- آسیا - آمریکای شمالی و شیلی می‌روید.
- فیلیپناندولا در حدود ۱۰ گونه دارد و در منطقه معتدل شمالی می‌روید.[۱]